# Lecce (provincie)
Lecce is een van de vijf provincies van de Italiaanse regio Apulië. De hoofdstad is de stad Lecce. De administratieve afkorting is LE.
Lecce is de zuidelijkste provincie van Apulië en ligt onder in de hak van de Laars van Italië. Het meest zuidelijke punt daarvan ligt bij het dorp Santa Maria di Leuca. Het grondgebied van de provincie, dat grofweg samenvalt met de landstreek Salento is geheel vlak. De provincie is 2760 km² groot en telt 811.000 inwoners. De belangrijkste grote plaatsen naast de hoofdstad zijn Gallipoli aan de westkust en Otranto aan de oostkust.
Lecce grenst aan de provincie Brindisi in het noorden, aan de Ionische Zee in het westen (Golf van Tarente) en zuiden, en aan de Adriatische Zee of het Kanaal van Otranto in het oosten.
Voor de geschiedenis van het gebied, zie ook het artikel over de stad Lecce.

## Galerij

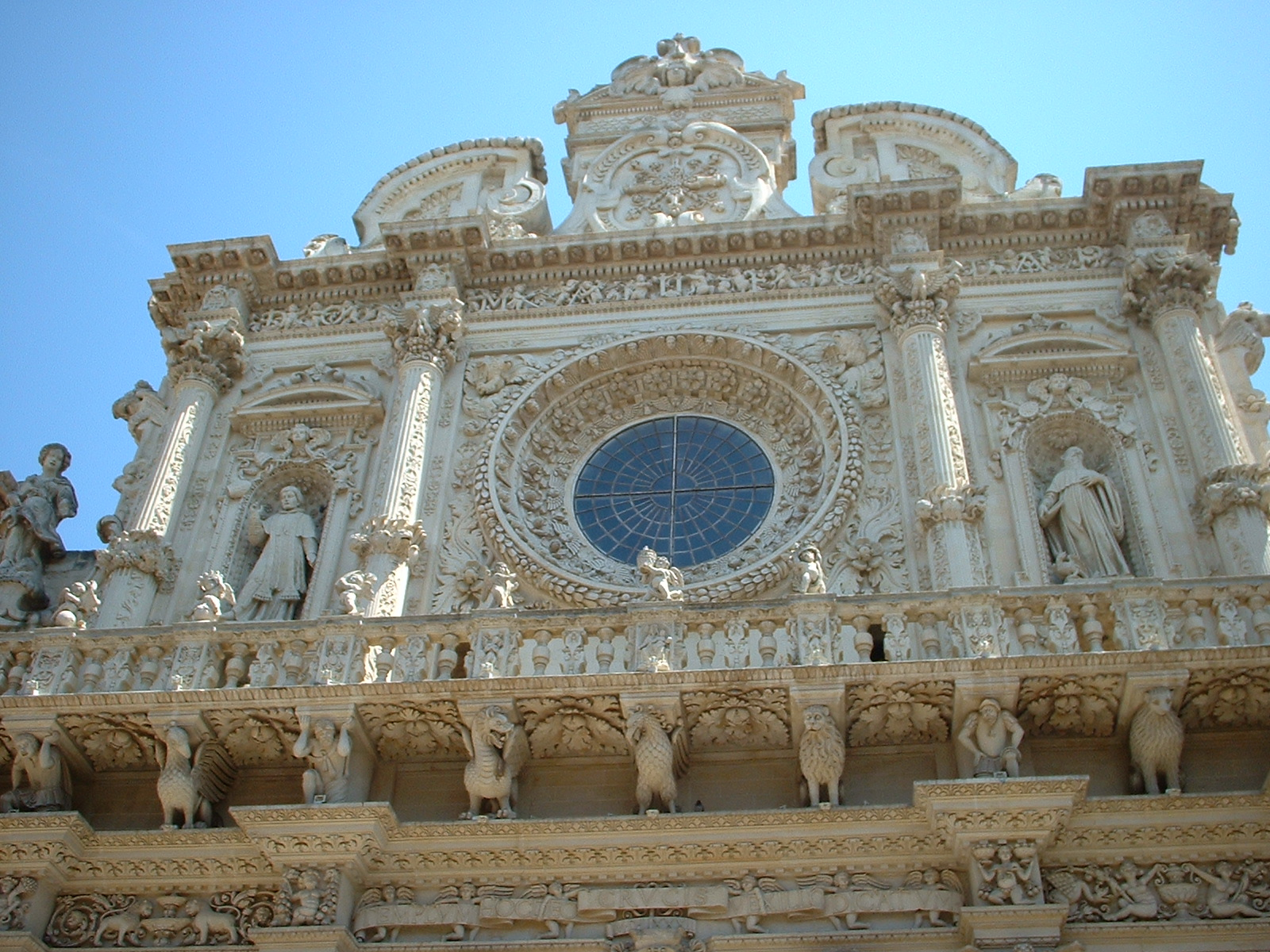
Basilica di Santa Croce, Lecce
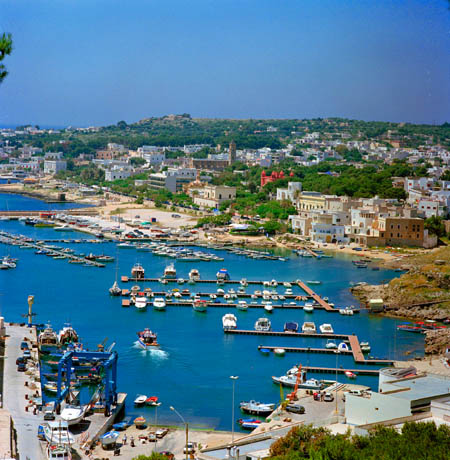
Santa Maria di Leuca
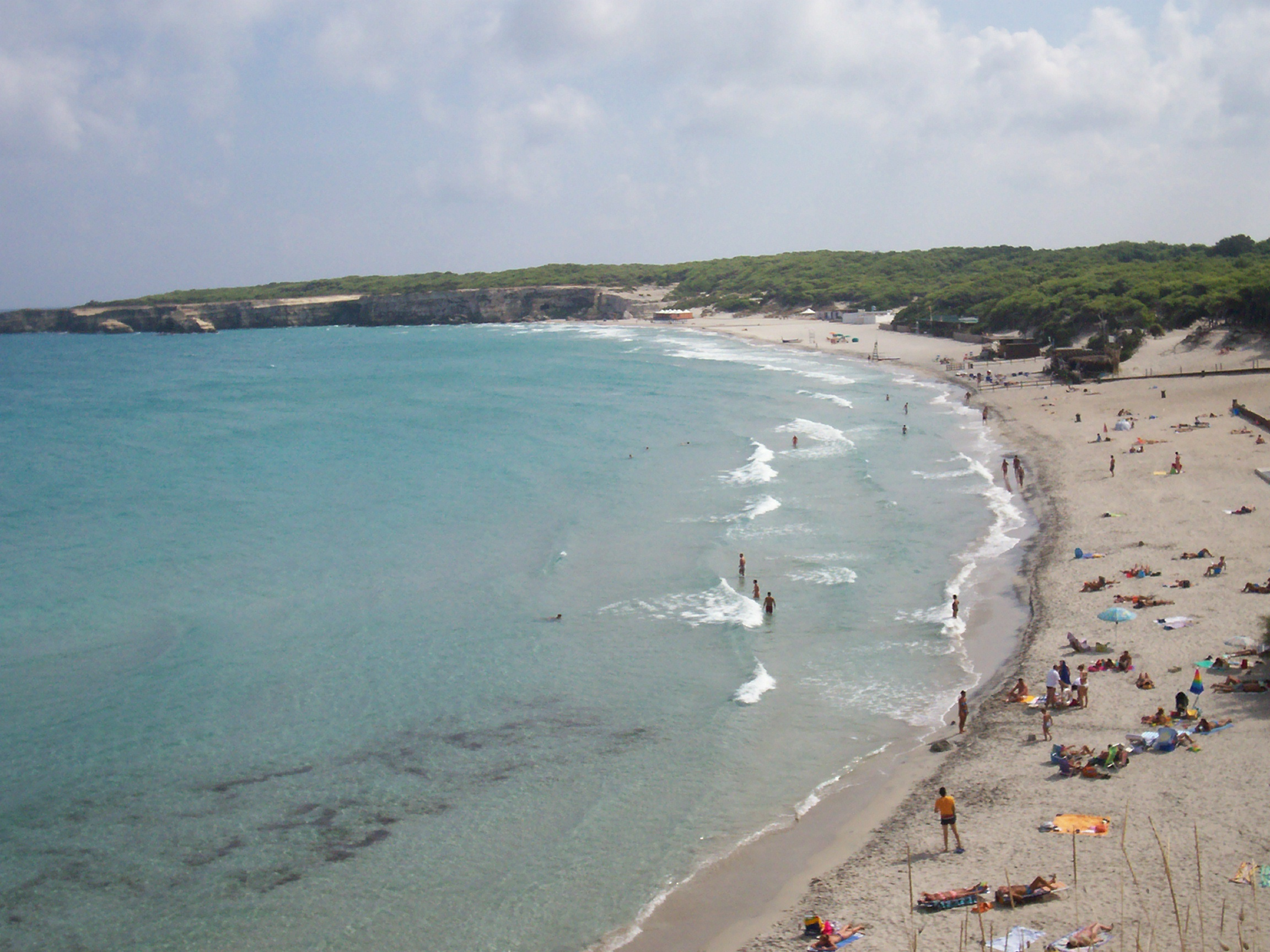
Torre dell'Orso
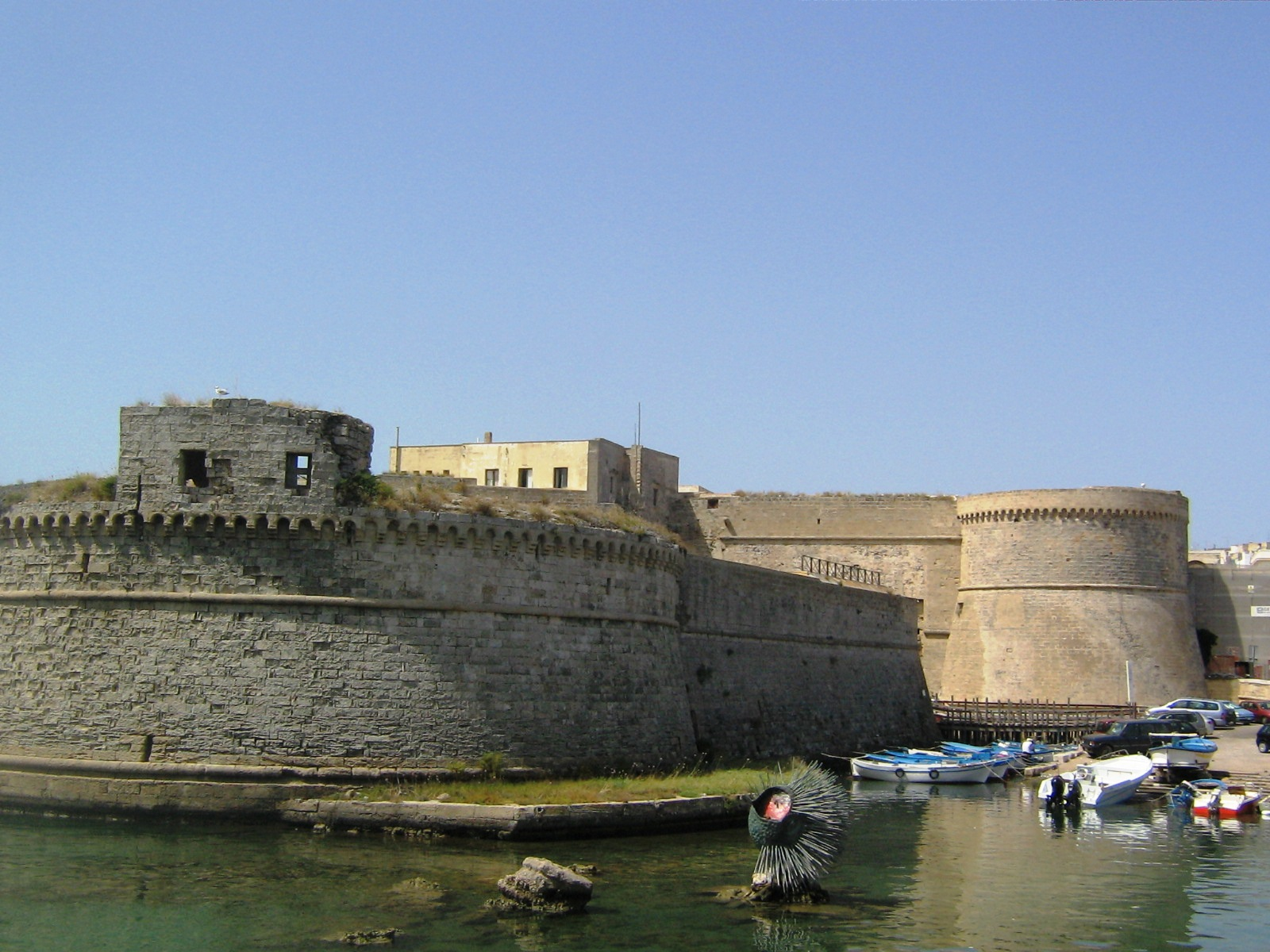
Gallipoli
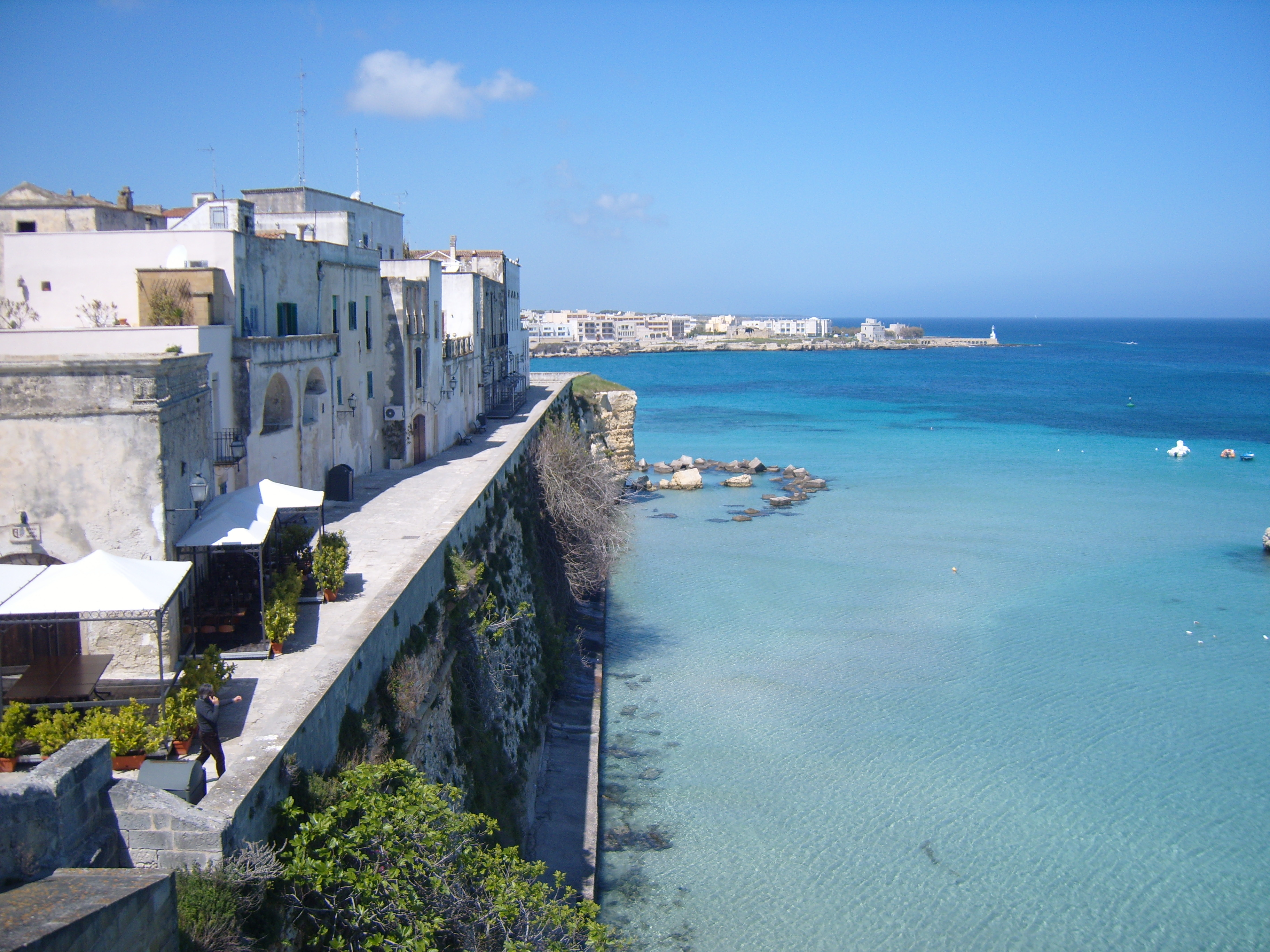
Otranto

Bari · Brindisi · Foggia · Barletta-Andria-Trani · Lecce · Tarente